# Goera aneityuma
Goera aneityuma är en nattsländeart som beskrevs av Arturs Neboiss 1986. Goera aneityuma ingår i släktet Goera och familjen grusrörsnattsländor. Inga underarter finns listade i Catalogue of Life.